# هونگو

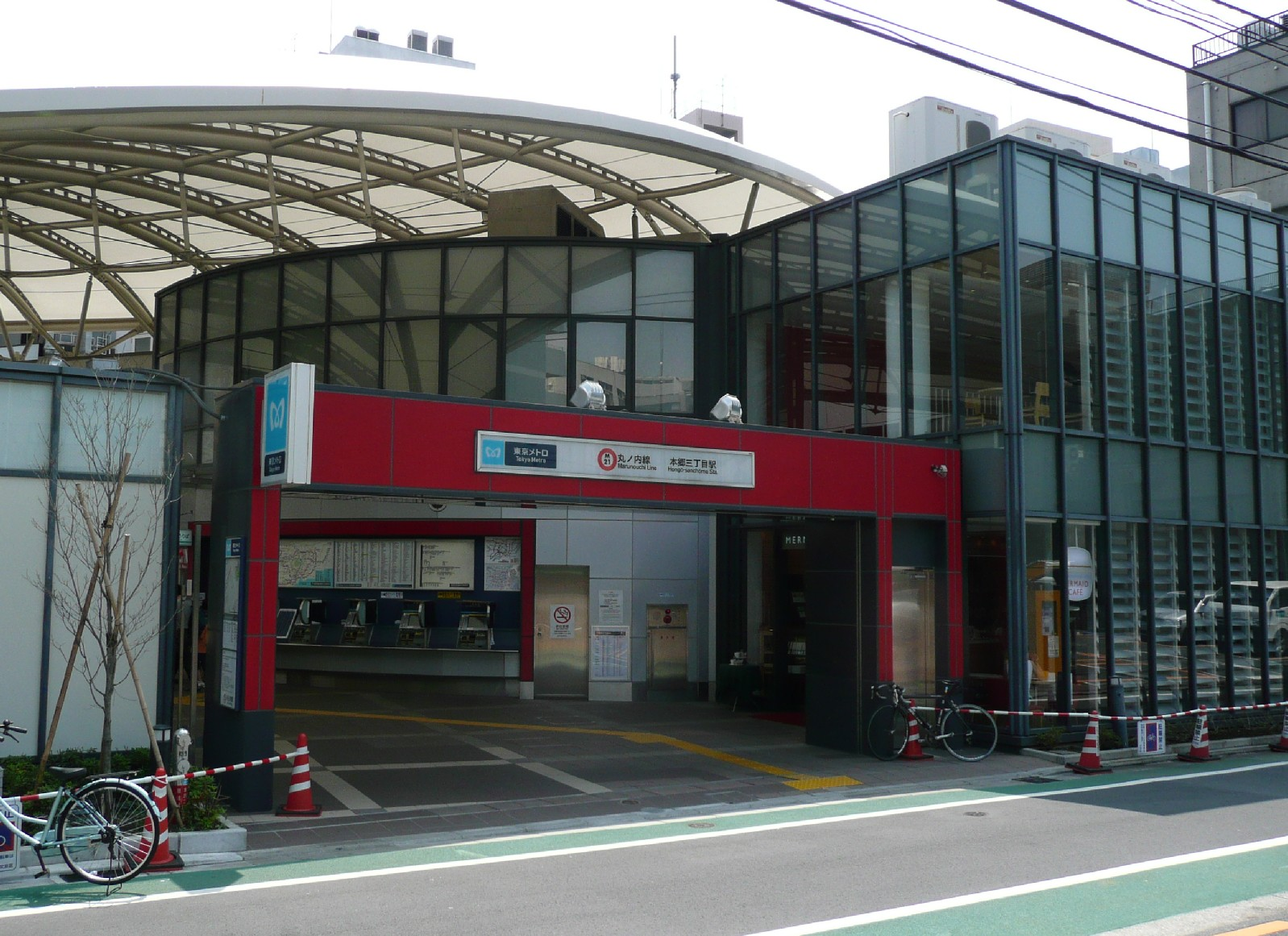
ایستگاه هونگو-سانچومه.

هونگو (به ژاپنی: (本郷 Hongo) یکی از محله‌های توکیو پایتخت ژاپن است که در منطقهٔ بونکئو واقع شده است. این محله به ۷ محلهٔ کوچکتر تقسیم می‌شود. دانشگاه توکیو در هونگو قرار دارد.

## ایستگاه راه‌آهن
- متروی توکیو، خط توزایی، ایستگاه هونگو-سانچومه
- متروی توئی، خط اوادو